# Dolnja Težka Voda
Dolnja Težka Voda je naselje u slovenskoj Općini Novom Mestu. Dolnja Težka Voda se nalazi u pokrajini Dolenjskoj i statističkoj regiji Jugoistočnoj Sloveniji. 

## Stanovništvo
Prema popisu stanovništva iz 2002. godine naselje je imalo 214 stanovnika.